# Lomatia halteralis
Lomatia halteralis är en tvåvingeart som beskrevs av Hesse 1958. Lomatia halteralis ingår i släktet Lomatia och familjen svävflugor.
Artens utbredningsområde är Kongo. Inga underarter finns listade i Catalogue of Life.